# Вільгельм Малов
Вільгельм Малов (нім. Wilhelm Mahlow, 18 січня 1914 — ) — німецький академічний веслувальник.
Бронзовий призер Олімпійських Ігор 1936 року в складі вісімки.
Срібний призер Чемпіонату Європи 1937 року в складі розпашної четвірки зі стерновим.